# Beleg van Coevorden (1593-1594)
Het Beleg en ontzet van Coevorden was in 1593/1594 een 31 weken durende belegering van Coevorden door de Spaanse veldheer Francisco Verdugo tijdens de Tachtigjarige Oorlog, in het toenmalige Landschap Drenthe. De belegering eindigde toen Maurits van Nassau, de latere prins van Oranje, met een leger van Zwolle naar Coevorden trok om de stad te ontzetten. Het was de laatste belegering van Coevorden in de Tachtigjarige Oorlog; de stad zou niet meer in Spaanse handen vallen.

## Voorgeschiedenis
Sinds september 1592 was Coevorden in handen van Staatsgezinden, en dat sneed voor de Spaansgezinden de oostelijke aanvoerlijn naar Groningen af. Het innemen van Coevorden was van cruciaal belang voor het Spaanse bewind in de Noordelijke Nederlanden.

## Beleg
Het plan van Verdugo was om Coevorden in te sluiten. Aanvang 1593 bezette hij het Huis Gramsbergen, bouwde een schans ter hoogte van Venebrugge, bezette het Huis "de Scheer" en legerde troepen in Emlichheim en Dalen. Intussen liet hij een weg aanleggen dwars door de venen, via Bentheim en Schoonebeek naar Drenthe. De aanleg van de weg werd verhinderd door Willem Lodewijk van Nassau-Dillenburg waarbij de Spaanse weg door de Coevordense bezetting weer werd vernietigd.
Uit voorzorg werd snel ammunitie en levensmiddelen naar Coevorden gebracht, omdat er sterke aanwijzingen waren dat de Spanjaarden Coevorden wilden belegeren. Verdugo sloeg zijn kamp in oktober 1593 in de Esschenbrugge bij Coevorden. De Spanjaarden legden daarop een dijk aan van de Esschenbrugge door de Hooilanden naar het Klooster, over de Haar naar De Loo.
Verdugo was echter niet bekend met het klimaat van Coevorden, en mede door gebrek aan brandstof en voedsel ontstond er een ziekte binnen het legerkamp waarbij veel soldaten omkwamen of deserteerden, een compagnie kromp van 500 naar 100 man. Soldaten die op zoek naar brandstof en voedsel waren, brachten de ziekte ook naar omliggende dorpen waarbij complete gezinnen besmet werden en ook stierven.

## Ontzet
In maart 1594 eiste Verdugo andermaal de stad op, waarop vanaf de wallen spottend werd geroepen dat men in Holland of Friesland niet gewoon is om voor mei te verhuizen. De bevelhebber van Coevorden, Caspar van Eussum verwachtte immers spoedig bijstand. En inderdaad, Maurits was vanuit Zwolle op weg naar Coevorden, ondersteund door het Staatse leger van 10.000 soldaten en 2000 man cavalerie sterk. Graaf Willem Lodewijk van Nassau-Dillenburg had zich met zijn dertien vendels Friezen bij Maurits aangesloten. Graaf Filips van Hohenlohe-Neuenstein was met twintig vendels in de Bommelerwaard achtergebleven om de zuidelijke grenzen te dekken. Verdugo's leger was middels versterkingen van o.a. Frederik en Herman van den Bergh weer aangegroeid tot 7000 man waardoor Maurits in slagorde naar Coevorden trok. Verdugo wachtte echter niet de komst van de Staatsen af, maar brak in de nacht van 7 mei zijn kamp op. Hij zond een deel naar Groningen en trok met de rest brandschattend naar Oldenzaal, vervolgens over de Eems naar het reeds door de Spaansen bezette Lingen. Nu waren er twee mogelijkheden voor Maurits. Onmiddellijk tot belegering van Groningen overgaan, of de Spanjaarden uit het Graafschap Zutphen en Twente verdrijven. De Friezen schaarden zich achter het laatste plan, Graaf Willem Lodewijk het eerste plan. Ondanks verhitte discussies onderling werd uiteindelijk voor het Beleg van Groningen gekozen. Het beleg van Coevorden was uiteindelijk na 31 weken ten einde.

## Tegenwoordige tijd
De dijk die de Spanjaarden tijdens het beleg lieten aanleggen is nog steeds aanwezig, en heet tegenwoordig de Spanjaardsdijk.